# Atães (Guimarães)
Atães ist ein Ort und eine ehemalige Gemeinde (Freguesia) im Norden Portugals.

## Geschichte
Die Ursprünge Atães werden in der Zeit der Völkerwanderung vermutet, als das Gebiet zum Westgotenreich gehörte. So wird der Ortsname auf den lateinischen Begriff Villa Atanici (für: Landgut am Atlantik) und die gotische Bezeichnung Atta (für: Vater) zurückgeführt.
Erstmals wurde Atães in der Erbschaftsurkunde nach dem Tod des Grafen Hermenegildo Gonçalves aus dem Jahr 950 erwähnt, gemäß der Atães der Witwe, Gräfin Condessa Mumadona Dias zufiel, die es danach an das Kloster von Guimarães gab, wie eine Urkunde aus dem Jahr 956 belegt.
Atães war Teil der historischen Gemeinde Lobeira, auch als Solar dos Lobeiras geführt. Später nahm die Bedeutung Atães etwas zu, und die Gemeinde trug den zusammengesetzten Namen Atães e Lobeira. Der Legende nach versteckte sich der Märtyrer und später heilig gesprochene, in der Basilika São Torcato geehrte São Torcato hier.
Mit der kommunalen Gebietsreform 2013 wurde die Gemeinde Atães aufgelöst und mit Rendufe zu einer neuen Gemeinde zusammengefasst.

## Verwaltung
Atães war Sitz einer gleichnamigen Gemeinde (Freguesia) im Kreis (Concelho) von Guimarães im Distrikt Braga. Die Gemeinde hatte eine Fläche von 6,8 km² und 1910 Einwohner (Stand 30. Juni 2011).
In der Gemeinde lang der namensgebende Ort als einzige Ortschaft.
Im Zuge der Gemeindereform vom 29. September 2013 wurden die Gemeinden Atães und Rendufe zur neuen Gemeinde União das Freguesias de Atães e Rendufe zusammengeschlossen. Atães wurde Sitz der neuen Gemeinde.

## Persönlichkeiten
Die Familie mütterlicherseits der portugiesischen Skifahrerin Vanina Guerillot stammt aus Atães.